# 弗拉多·什切潘诺维奇
弗拉多·什切潘诺维奇（1975年11月13日—），黑山男子篮球运动员。他曾代表南联盟、塞尔维亚和黑山参加2000年和2004年夏季奥林匹克运动会篮球比赛，分别获得第六名和第十一名。